# Mačji Dol
Mačji Dol – wieś w Słowenii, w gminie Trebnje. W 2018 roku liczyła 61 mieszkańców.